# Ulrich Stutz
Georg Ulrich Stutz, född den 5 maj 1868 i Zürich, död den 6 juli 1938 i Berlin, var en schweizisk-tysk rättslärd.
Stutz studerade i Schweiz och Tyskland, blev juris doktor 1892, tillförordnad professor i Basel 1894, var samtidigt verksam som domare, 1895 extra ordinarie professor, 1896 ordinarie professor i Freiburg i. B., 1904 i Bonn och 1916 i Berlin. Han var en av sin tids mest framstående kännare av kyrkorätten och dess historia, hans djupgående och grundlärda forskningar bröt ny mark för kyrkorättshistorien. Som student utgav han Das Verwandtschaftsbild des Sachsenspiegels und seine Bedeutung für die sächsische Erbfolgeordnung (1890), som följdes av Die Eigenkirche als Element des mittelalterlich germanischen Kirchenrechtes (1895), det grundläggande Geschichte des kirchlichen Benefizialwesens von seinen Anfängen bis auf die Zeit Alexanders III, I (1895), Die Rechtsnatur des Verlöbnisses nach deutschem bürgerlichem Recht (1900), talen Das Münster zu Freiburg im Breisgau in Lichte rechtsgeschichtlicher Betrachtung (1901), Das Preussische Allgemeine Landrecht und der Eigentümer des Kirchenguts (1905), Die kirchliche Rechtsgeschichte (1905), Der neueste Stand des deutschen Bischofswahlrechtes (1909), Karls der Grossen divisio von Bistum und Grafschaft Chur (1909), Das Eigenkirchenvermögen nach den Freisinger Traditionen (1911), Höngger Meiergerichtsurteile des 16. und 17. Jahrhunderts (1912), Die katholische Kirche und ihr Recht in den preussischen Rheinländern (1915) och Der Geist des Codex iuris canonici (1918). År 1918 blev Stutz ledamot av preussiska vetenskapsakademien, i vars Sitzungsberichte han offentliggjorde uppsatser som Die Schweiz in der Deutschen Rechtsgeschichte (1920), Das Bonner evangelische Universitätspredigeramt in seinem Verhältnis zu Stadt, Kirche und Gemeinde (1921), Reims und Mainz in der Königswahl des zehnten und zu Beginn des elften Jahrhunderts (1921), Kurfürst Johann Sigismund von Brandenburg und das Reformationsrecht (1922) och Die päpstliche Diplomatie unter Leo XIII nach den Denkwürdigkeiten des Kardinals Domenico Ferrata (1925). Från 1902 utgav Stutz  serien Kirchenrechtliche Abhandlungen, i vilken en rad värdefulla arbeten utkom. År 1904 stiftade han ett kyrkorättsligt seminarium i Bonn, 1917 i Berlin. Från 1908 var han redaktör för den germanistiska avdelningen av Zeitschrift der Savigny-Stiftung für Rechtsgeschichte, av vilken där från 1911 även utkom en tredje kanoniskrättslig avdelning under Stutz ledning. I nyssnämnda tidskrift publicerade han en mängd uppsatser, Die Cistercienser wider Gratians Dekret (1919), Die Abstimmungsordnung der Goldenen Bulle (1922) och många andra, biografier av Hugo Loersch, Heinrich Brunner, Richard Schröder, Otto von Gierke, Andreas Heusler med flera, recensioner med mera. I Holtzendorff-Kohlers Encyklopädie der Rechtswissenschaft (6:e upplagan 1904, 7:e upplagan 1913-15) författade Stutz avsnittet Kirchenrecht. Också i det praktiska kyrkolivet tog Stutz verksam del.